# Жемчуг (каньйон)
Каньйон Жемчуг — підводний каньйон, розташований посеред Берингового моря. Цей підводний каньйон є найглибшим та найширшим підводним каньйоном.

## Географія

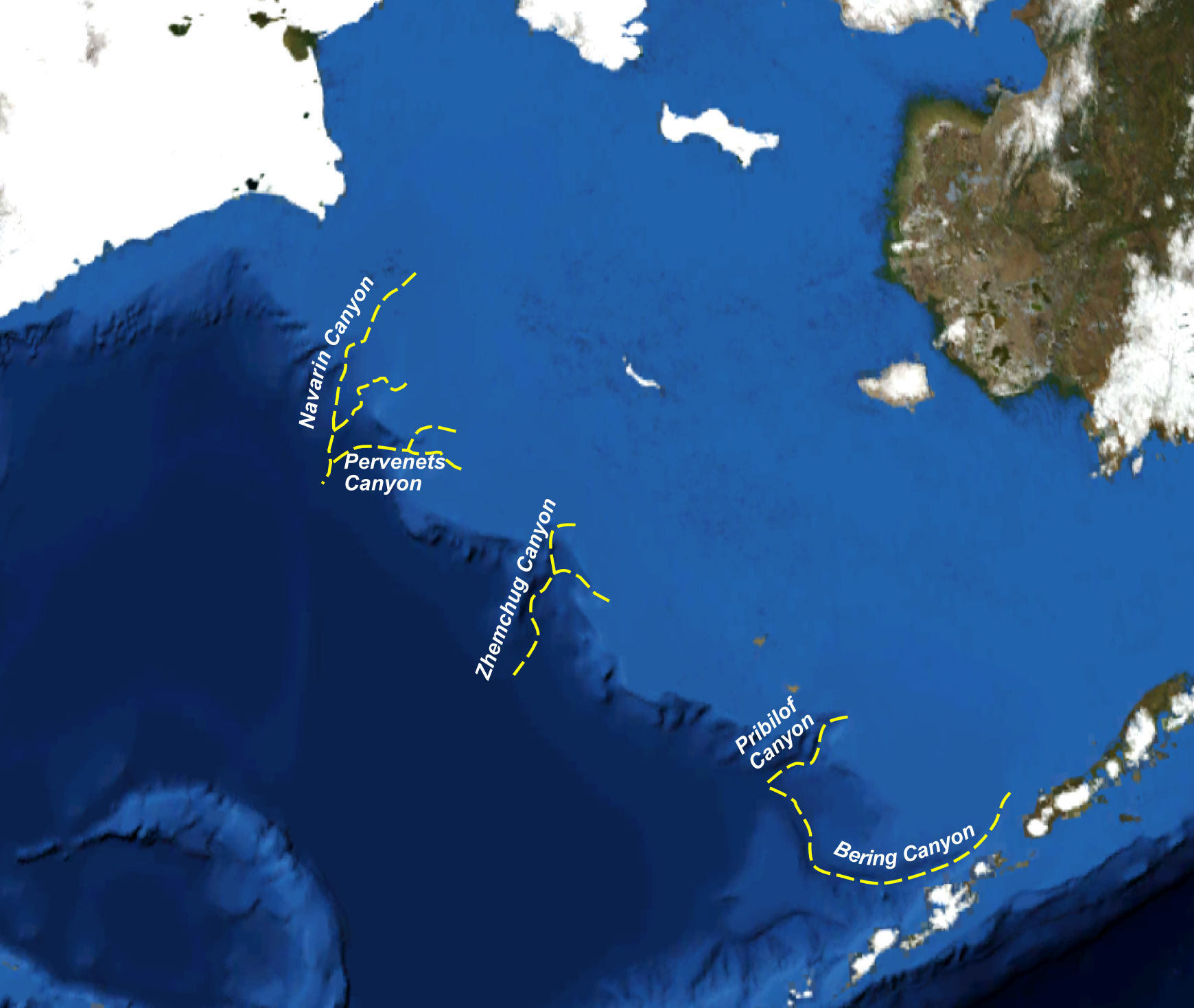
Bering Sea aerial view, showing Zhemchug Canyon in the center.

Каньйон має вертикальний рельєф 2600 метрів, що спадає від мілководного шельфу Берингового моря до глибини Алеутського басейну. Каньйон Жемчуг глибший за Гранд-Каньйон, глибина якого становить 1857 м.. Він має дві основні гілки, кожна більша за типові каньйони континентальних окраїн, такі як каньйон Монтерей. Що робить каньйон Жемчуг найбільшим у світі, не лише за глибиною, але і величезною площею поперечного перерізу та дренажу (11 350 км²) та об'єму (5800 км³).
В 2016 році Мішель Ріджвей дослідив каньйон, пілотуючи вісьмиметровим підводним човном, в експедиції, спонсорованою Greenpeace— досягнувши глибини 536 м.

## Флора та фауна
Каньйон Жемчуг є важливим середовищем існування для багатьох видів дикої природи океану. Тут можна зустріти Альбатрос жовтоголовий, що знаходиться під загрозою зникнення, морських ссавців: морські котики, дельфіни та багато видів китів, безхребетні: Paragorgia arborea, Isididae, Hexactinellida, Chionoecetes opilio та Chionoecetes bairdi.